# 小平市立小平第四中学校
小平市立小平第四中学校（こだいらしりつ こだいらだいよんちゅうがっこう）は、東京都小平市学園西町一丁目にある公立の中学校である。
この学校の校歌を作詞したのは詩人の草野心平である。また、ここが開校した時には、湯川秀樹博士も訪れている。

## 沿革・歴史
- 1965年（昭和40年）4月7日 - 開校
- 1979年（昭和54年）1月17日 - 生徒が教師に暴行。その後も教師への攻撃が続いた。同年2月9日までに16人の生徒が小平警察署に検挙、補導された[1]。

## 校区
- 上水本町1丁目～6丁目
- 津田町1丁目の一部、2丁目及び3丁目
- 学園西町1丁目～3丁目

## 交通
- 西武鉄道多摩湖線 一橋学園駅下車。
- JR東日本武蔵野線 新小平駅下車。

## 著名な出身者
- 枡野浩一 -歌人
- 中田久美 -バレーボール選手
- 渡辺葉 -エッセイスト